# Evangelische kerk (Rožňava)
De Evangelische kerk in de Slowaakse stad Rožňava is een lutherse protestantse kerk. Ze maakt deel uit van het Slowaaks cultureel erfgoed.

## Ligging
Het bedehuis is omsloten door een tuin die op zijn beurt omringd is door gebouwen. Om die reden is de kerk van buitenaf nauwelijks zichtbaar. Een duidelijk beeld krijgt men pas nadat men door 
een kleine smalle gang tussen de omringende gebouwen tot in de tuin is genaderd. De toegang tot dat steegje ligt aan de Šafárikova ulica 5.

## Exterieur
Het rechthoekige gebouw met daklijsten werd zonder toren opgetrokken van 1784 tot 1786. Het sobere exterieur verbergt een rijk interieur. De bovenkant van de ramen is ellipsvormig. Daarboven zijn decoratieve cassettes met guirlandes aangebracht.

## Interieur
Aan de binnenkant van het bedehuis is het doorlopende emporium zeer opvallend.
De barokke meubels (altaar, preekstoel en doopkapel) zijn vervaardigd in het atelier van Jozef Gode terwijl het orgel uit 1785 het oeuvre is van meester Ján Gertner.
Op het altaar ziet men tussen de zuilen twee vergulde reliëfs. Het onderste is een bas-reliëf dat het Laatste Avondmaal voorstelt, terwijl het bovenste de verrijzenis van Christus verbeeldt, samen met engelen.

## Illustraties

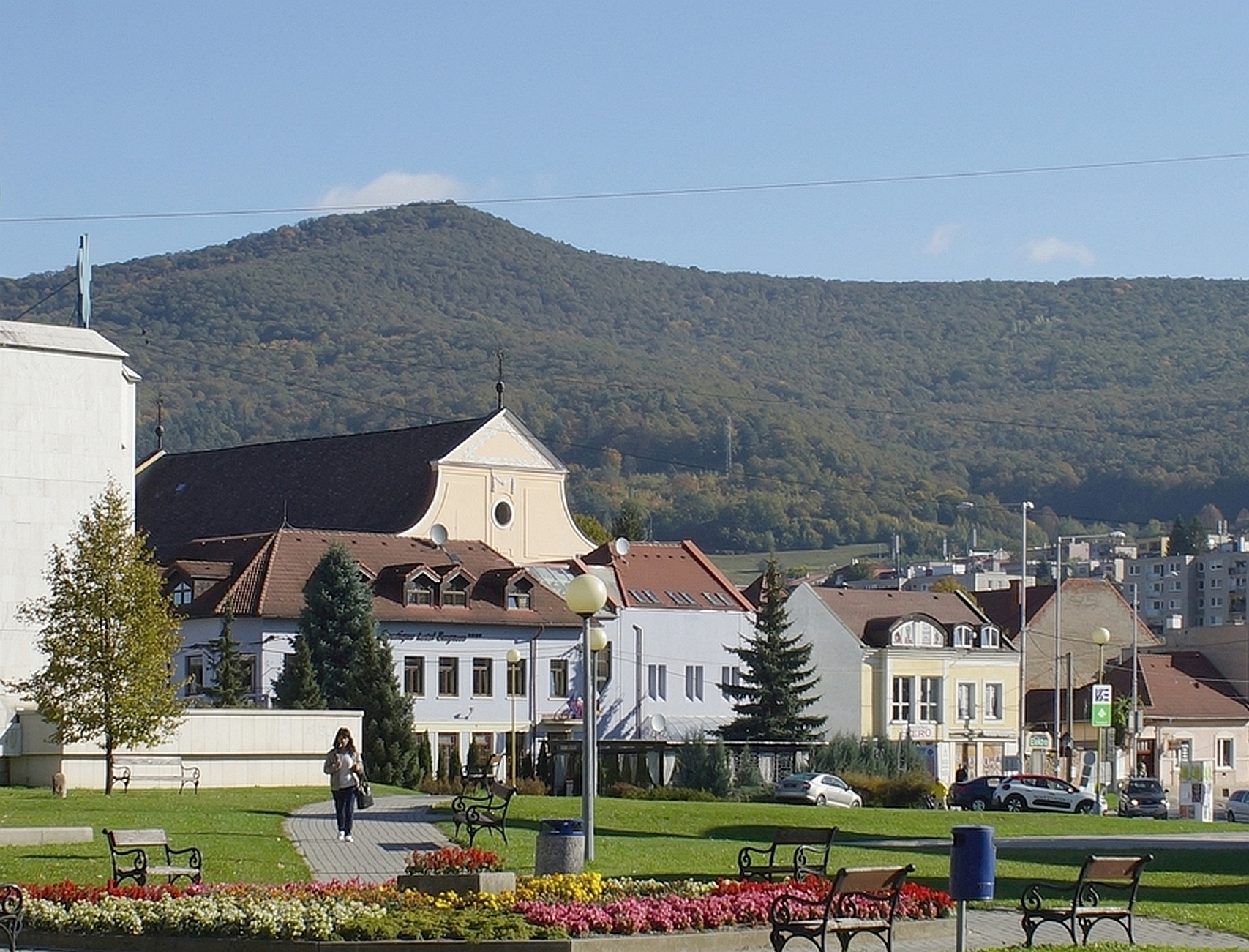
De kerk is aan alle kanten ingesloten door een tuin en gebouwen.
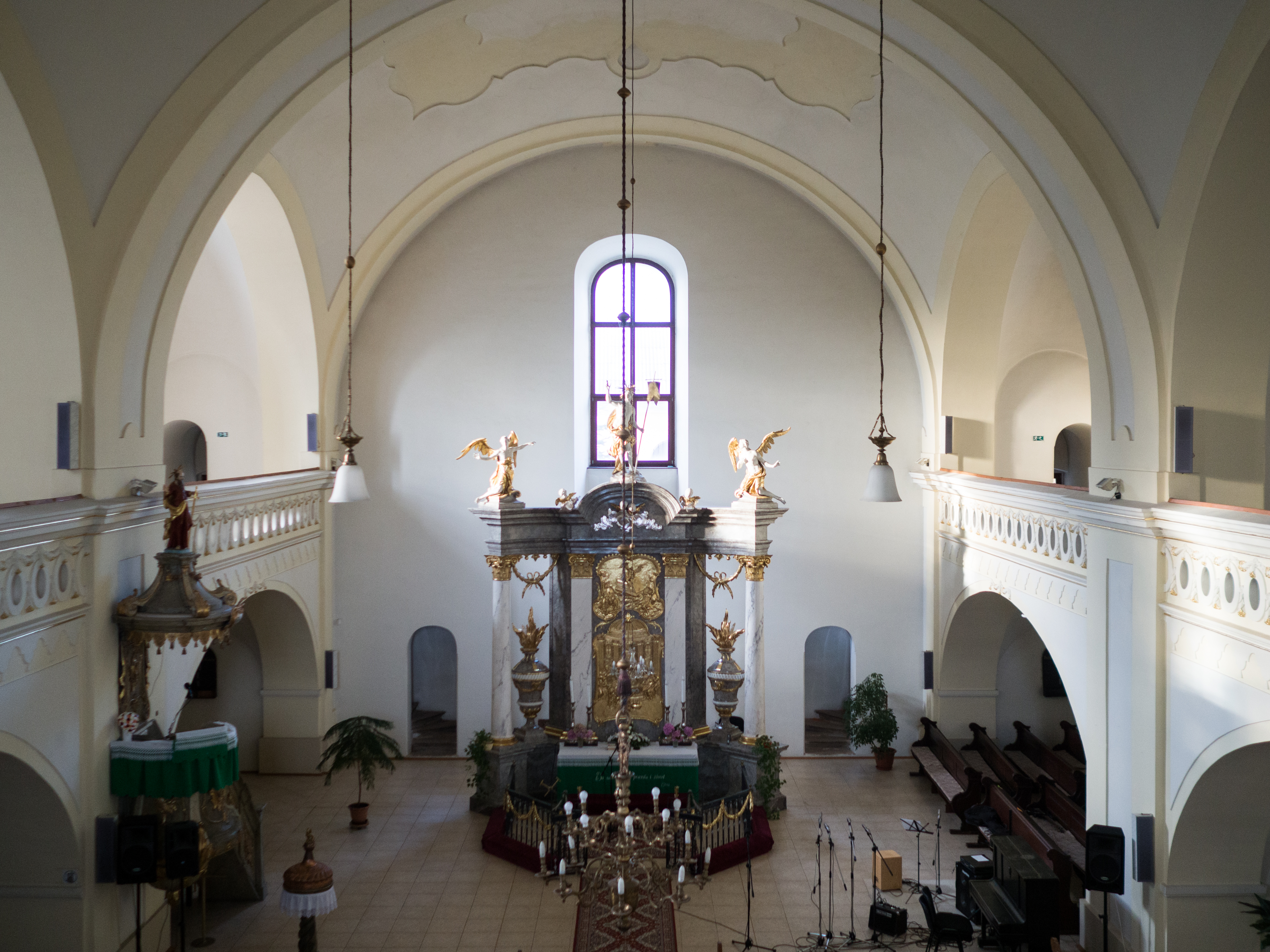
Het emporium is opmerkelijk.
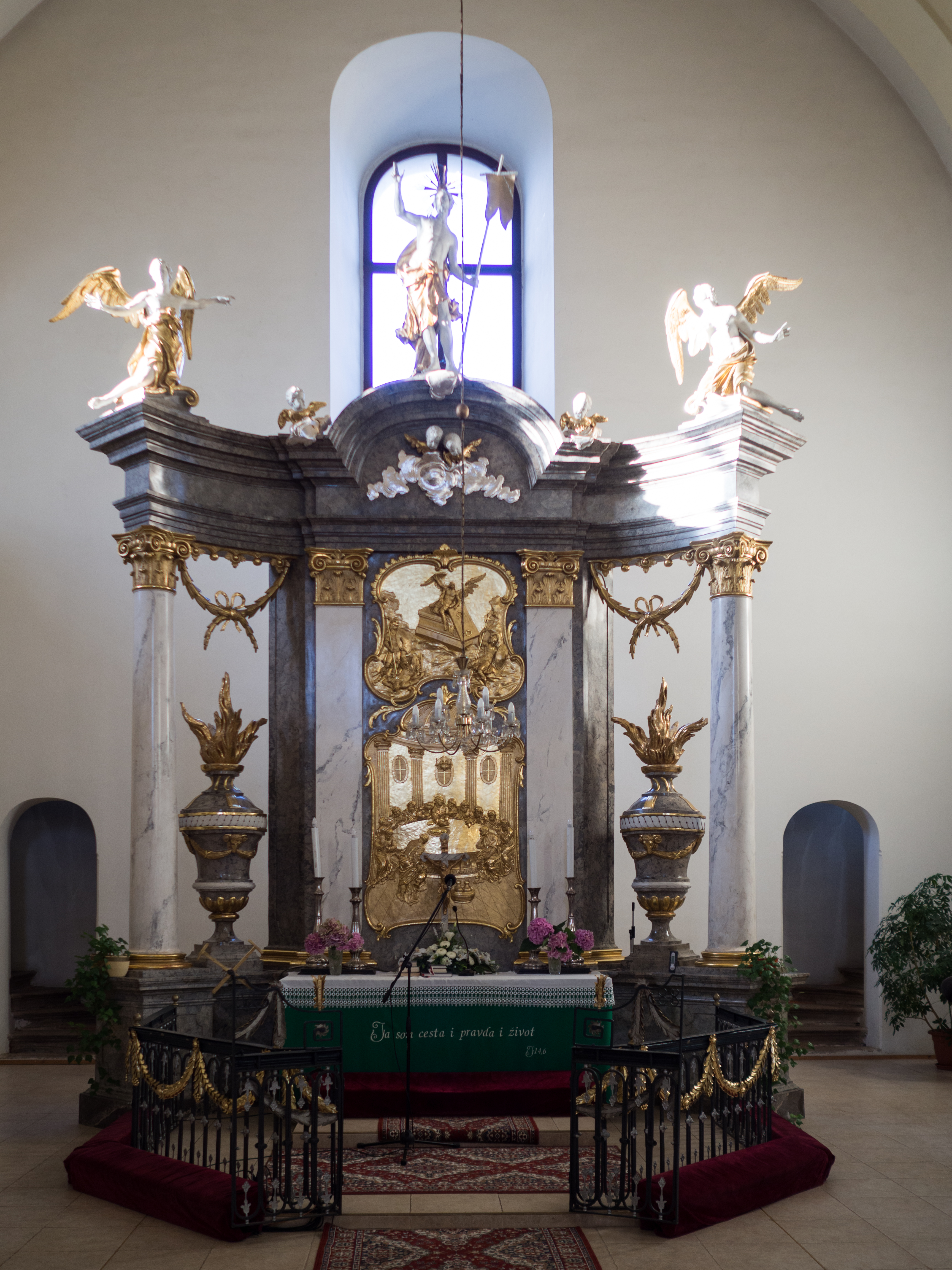
Altaar gemaakt door Jozef Gode. Onderaan ziet men een bas-reliëf: "Het Laatste Avondmaal". Boven ziet men de "Verrijzenis van Jezus".
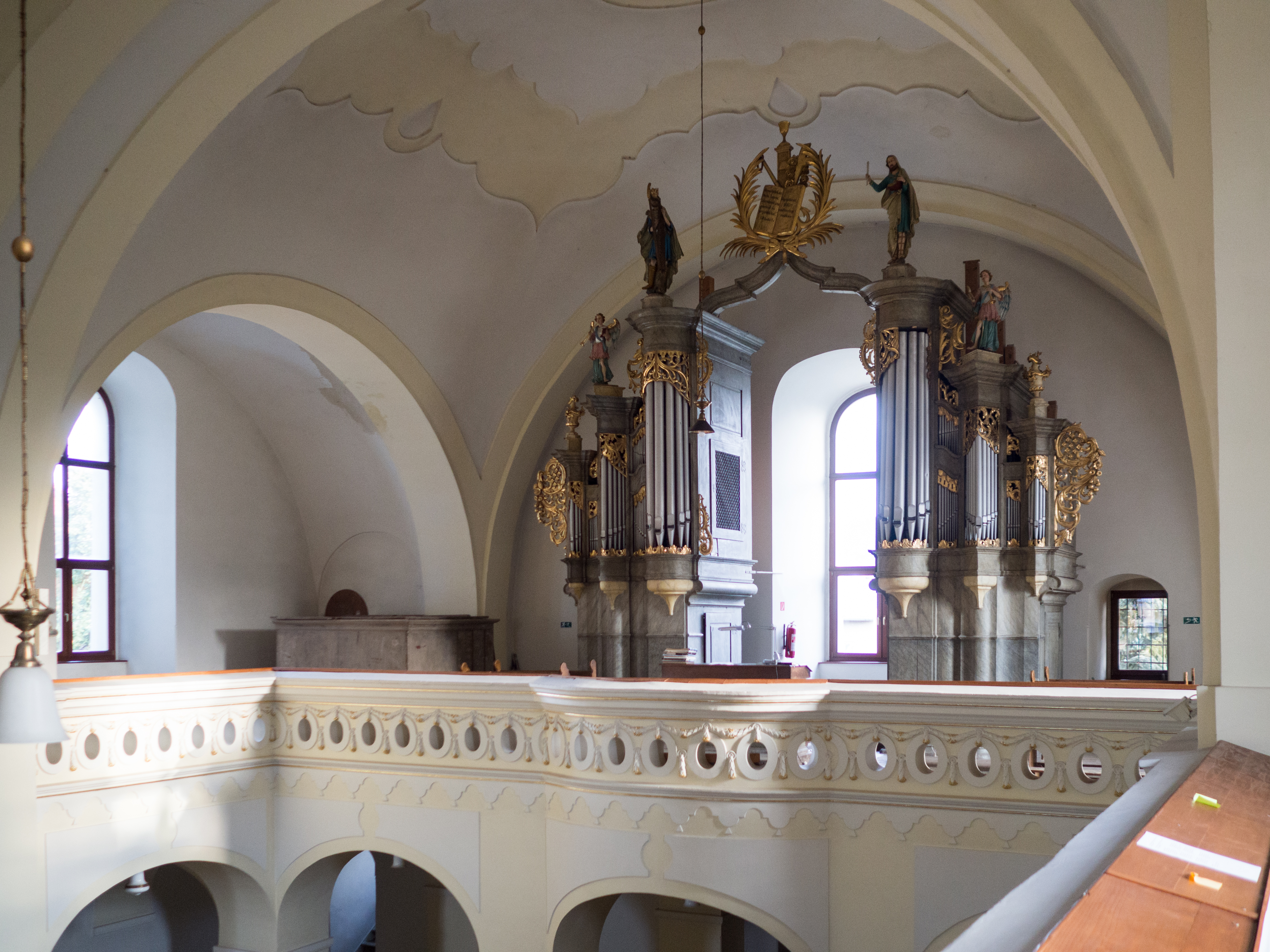
Het orgel is het oeuvre van Ján Gertner (1785).